# 레나테 크뢰스너
레나테 크뢰스너(Renate Krößner, 1945년 5월 17일 ~ 2020년 5월 25일)는 독일의 배우이다.

## 참여 작품
- 타트오르트